# Plagiothecium berggrenianum
Plagiothecium berggrenianum är en bladmossart som beskrevs av Arne Arnfinn Frisvoll 1981 [1982. Enligt Catalogue of Life ingår Plagiothecium berggrenianum i släktet sidenmossor och familjen Plagiotheciaceae, men enligt Dyntaxa är tillhörigheten istället släktet sidenmossor och familjen Plagiotheciaceae. Arten har ej påträffats i Sverige. Inga underarter finns listade i Catalogue of Life.